# Schildwanzen

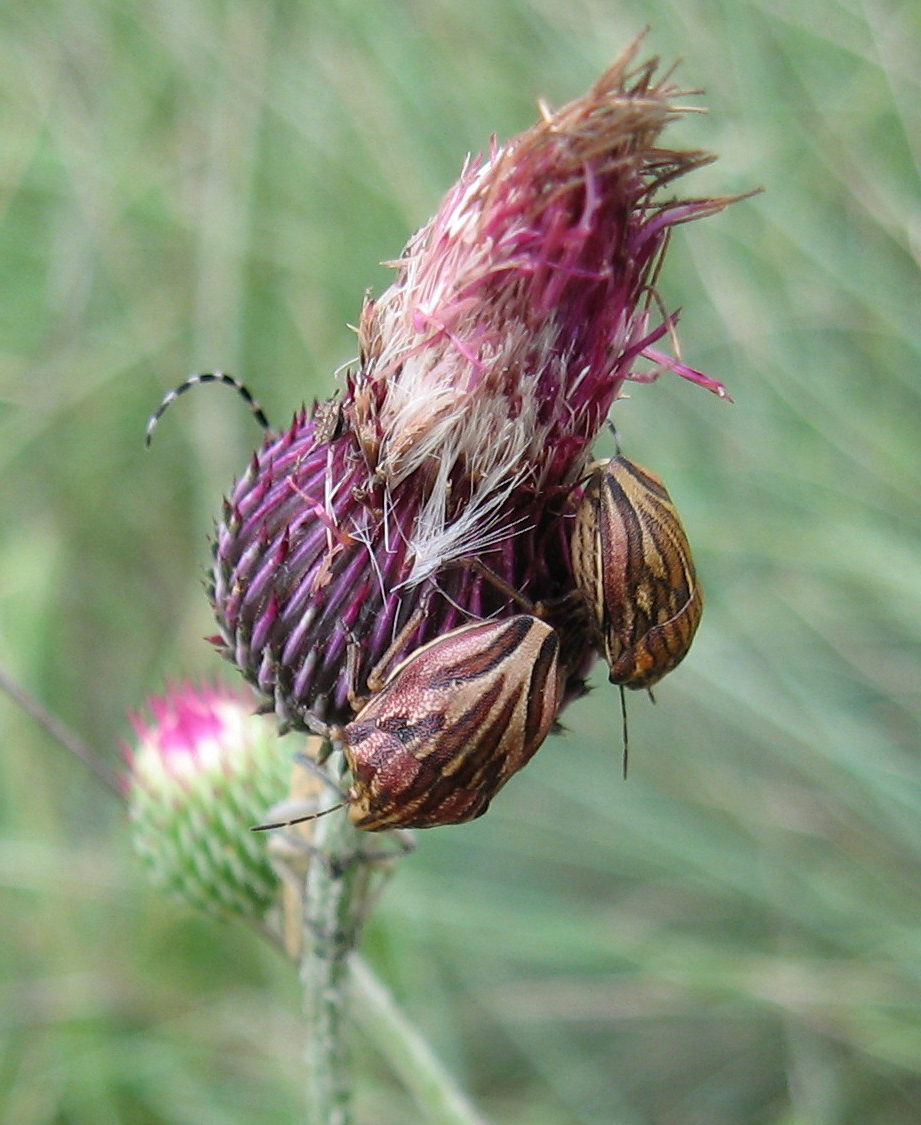
Odontotarsus purpureolineatus aus Istrien

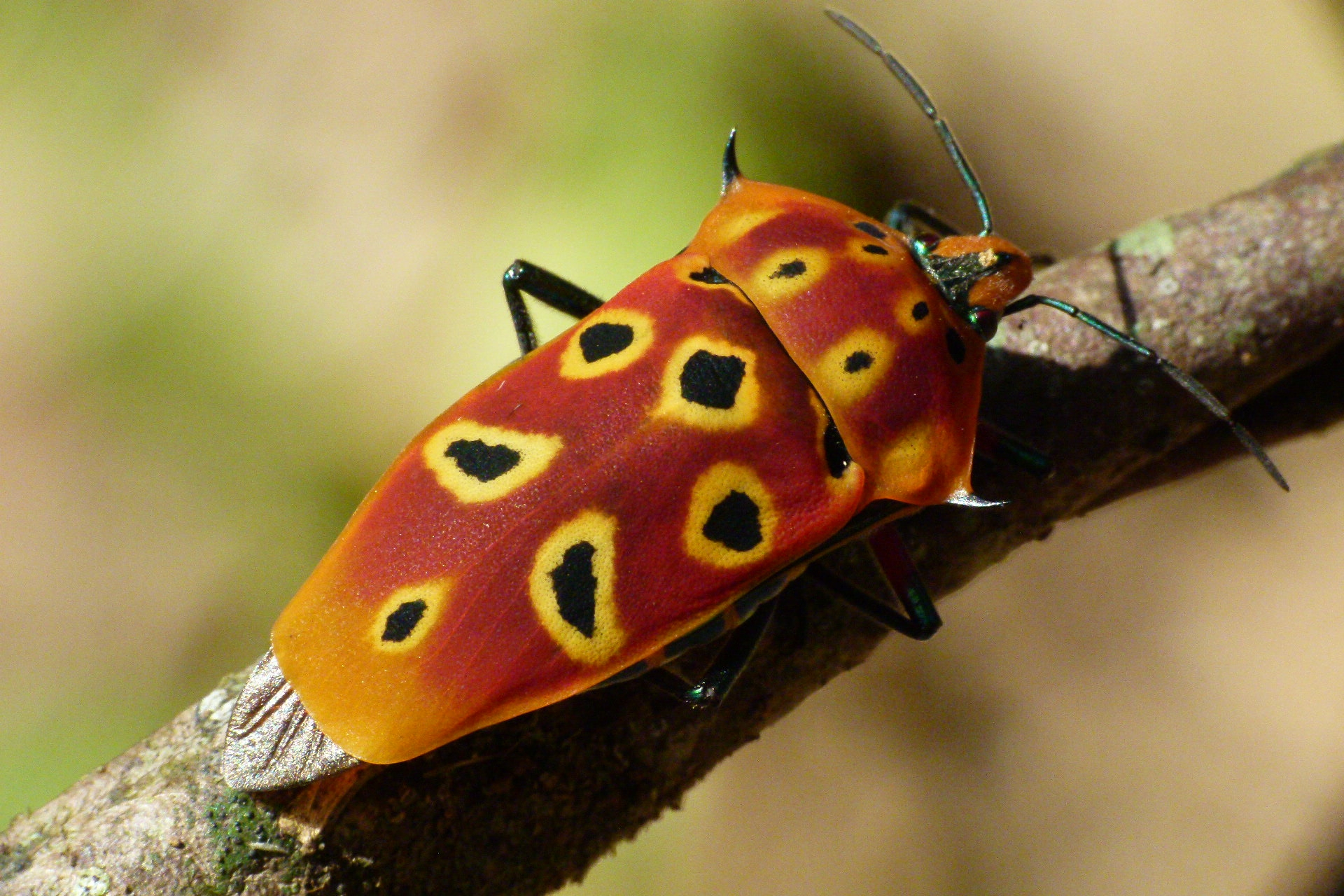
Cantao ocellata

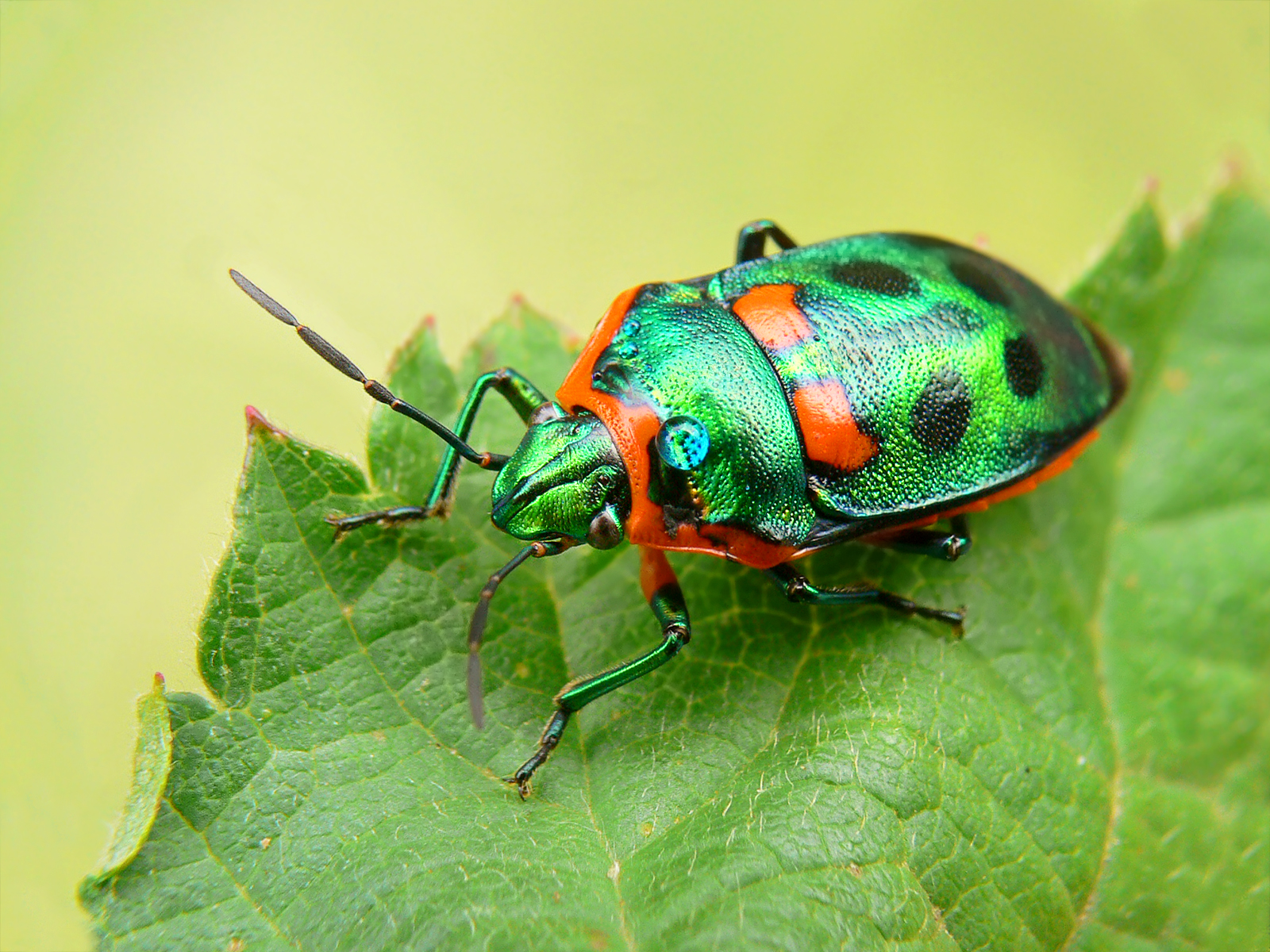
Scutiphora pedicellata

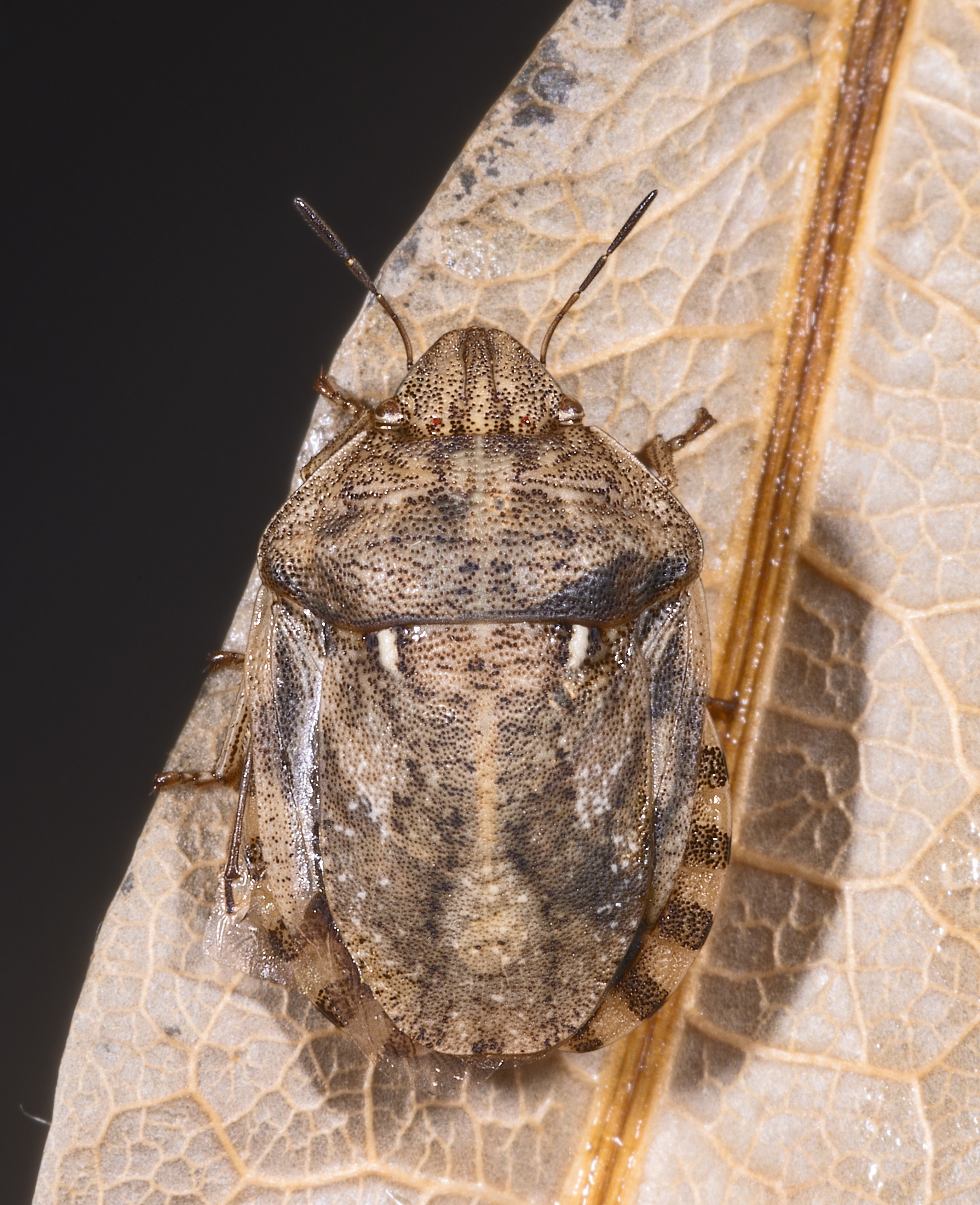
Gemeine Getreidewanze (Eurygaster maura)

Schildwanzen (Scutelleridae) sind eine Familie der Wanzen (Heteroptera) innerhalb der Teilordnung Pentatomomorpha. Von ihnen sind mehr als 450 Arten in ca. 81 Gattungen bekannt. In Europa sind 46 Arten vertreten, von denen 13 in Mitteleuropa auftreten.

## Merkmale
Die Wanzen werden 5 bis 20 Millimeter lang und haben einen eiförmigen bis langgestreckt-eiförmigen Körperbau. Sie sind düster gefärbt, es gibt jedoch auch sehr auffallend gefärbte Arten, die eine große Bandbreite an Rot-, Blau-, Grün- oder Gelbtönen in ihrer Färbung aufweisen oder auch metallisch glänzen, wodurch sie zu den farbenfrohsten Wanzen zählen. Es gibt Schildwanzenarten die all die genannten Farben gleichzeitig in ihrer Färbung aufweisen. Zu den auffälligsten Gattungen zählen Callidea, Chrysocoris, Cryptacrus, Cosmocoris, Poecilocoris oder Scutellera. Die Wanzen tragen ein stark vergrößertes, gekrümmtes Schildchen (Scutellum), welches in der Regel den Hinterleib überdeckt oder fast überdeckt und wodurch die Tiere ihren Namen erhalten haben. Dadurch kann man sie mitunter auch leicht mit Käfern verwechseln. Dieses Merkmal tritt jedoch nicht nur bei den Schildwanzen auf, sondern entwickelte sich innerhalb der Pentatomoidea mehrfach unabhängig, z. B. bei den Kugelwanzen (Plataspididae), oder Podopinae (Familie Baumwanzen (Pentatomidae)).
Ihr Kopf ist dreieckig und seitlich gekielt. Die Fühler sind drei- bis fünfgliedrig, das Labium hat vier Glieder. Das Pronotum ist trapezförmig. Corium und Clavus der Hemielytren sind membranös. Frena, an der Basis der Flügelmembrane sind entweder funktionslos oder fehlen und die Flügel haben zahlreiche Flügeladern. Der externe Teil des Ableitungssystems der Duftdrüsen am Metathorax ist gut entwickelt. Bei den Männchen sind bei manchen Arten auch Drüsen an den Sterna ausgebildet. Die Tarsen sind dreigliedrig. Die Trichobothria am Hinterleib sind paarweise caudal der Stigmen angeordnet. Bei den Weibchen ist der Ovipositor gefranst. Die zweiten Genitalsegmente (Valvifer dorsalis) sind vollständig verwachsen. Bei den Männchen hat die Basis der Spermatheca eine sklerotisierte Rille und einen vergrößerten Bulbus, proximal der flanschförmigen Teile. Bei den Nymphen befinden sich die Duftdrüsenöffnungen am Hinterleib jeweils zwischen den Terga des dritten bis sechsten Hinterleibssegments.

## Vorkommen
Die Familie tritt in allen Zoogeographischen Regionen auf, hat ihren Verbreitungsschwerpunkt jedoch in den Tropen und Subtropen, wo auch sämtliche der lebhaft gefärbten Arten vorkommen.

## Lebensweise
Trotz der Auffälligkeit und Größe vieler Arten ist die Lebensweise der Schildwanzen nur schlecht erforscht. Alle Arten ernähren sich durch Saugen an Pflanzen, wobei manche Arten als Schädlinge in der Landwirtschaft gelten. So tritt z. B. Tectocoris diophthalmus in Australien als Schädling an Baumwolle und anderen Malvengewächsen (Malvaceae) auf. Als Schädlinge gelten außerdem vor allem die Arten der Gattung Eurygaster im Mittleren Osten; weitere relevante Schädlinge haben ihre Verbreitung auch in der Paläarktis. Bei einer Reihe von Arten ist Brutpflege dokumentiert. So bewachen z. B. die Weibchen von Pachycoris torridus, Tectocoris diophthalmus oder Canato ocellatus ihre Gelege.

## Taxonomie und Systematik
William Elford Leach beschrieb die Gruppe 1815 erstmals oberhalb des Gattungsrangs. Fieber (1861) und Stål (1867) stellten die Gruppe in den Familienrang. Kirkaldy (1909) stufte die Schildwanzen zu einer Unterfamilie der Baumwanzen (Pentatomidae) ab, Van Duzee stellte 1917 den Familienrang jedoch wieder her. Dieser Ansicht folgten auch die meisten späteren Autoren. Schuh & Slater (1995) unterteilten die Familie in vier Unterfamilien: Eurygastrinae, Odontotarsinae, Pachycorinae und Scutellerinae. McDonald & Cassis beschrieben 1984 die Tectocorinae als fünfte Unterfamilie und erhoben die Elvisurinae in den Unterfamilienrang. Auch wenn die Klassifikation der Familie lange als revisionsbedürftig betrachtet wurde, bestätigte im Jahr 2008 eine Untersuchung anhand von morphologischen Merkmalen und DNA-Sequenzen ihre Monophylie. Grazia et al. bestätigten vielmehr auch auf Grund neuem DNA-Material die Aufteilung in sechs Unterfamilien. Die Stellung der Familie innerhalb der Pentatomoidea ließ jedoch Fragen offen. So ergaben sich anhand der Untersuchung von Grazia et al. sowohl Hinweise auf eine Verwandtschaft mit den Plataspididae und Parastrachiidae, als auch mit dem Taxon Acanthosomatidae + Pentatomidae.
Die Familie der Schildwanzen wird nach McDonald & Cassis und Grazia et al. in folgende Unterfamilien unterteilt:
- Unterfamilie Eurygastrinae
- Unterfamilie Odontotarsinae
- Unterfamilie Pachycorinae
- Unterfamilie Scutellerinae
- Unterfamilie Tectocorinae
- Unterfamilie Elvisurinae

In Europa ist die Familie mit 7 Gattungen und 47 Arten vertreten:
- - Gattung Solenosthedium
    - Solenosthedium bilunatum (Lefèbvre, 1827)

  - Gattung Eurygaster
    - Eurygaster austriaca (Schrank, 1776)
    - Eurygaster dilaticollis Dohrn, 1860
    - Eurygaster fokkeri Puton, 1893
    - Eurygaster hottentotta (Fabricius, 1775)
    - Eurygaster integriceps Puton, 1881
    - Gemeine Getreidewanze (Eurygaster maura) (Linnaeus, 1758)
    - Eurygaster minor Montandon, 1885
    - Schildkrötenwanze (Eurygaster testudinaria) (Geoffroy, 1785)

  - Gattung Psacasta
    - Psacasta neglecta (Herrich-Schäffer, 1837)
    - Psacasta tuberculata (Fabricius, 1781)
    - Psacasta cypria Puton, 1881
    - Psacasta exanthematica (Scopoli, 1763)
    - Psacasta granulata (A. Costa, 1847)
    - Psacasta neglecta (Herrich-Schäffer, 1837)

  - Gattung Irochrotus
    - Irochrotus caspius Jakovlev, 1875
    - Irochrotus lanatus (Pallas, 1773)
    - Irochrotus maculiventris (Germar, 1839)

  - Gattung Odontoscelis
    - Odontoscelis hispidula Jakovlev, 1874
    - Odontoscelis byrrhus Seidenstucker, 1972
    - Odontoscelis dorsalis (Fabricius, 1798)
    - Odontoscelis fuliginosa (Linnaeus, 1761)
    - Odontoscelis hispanica Gollner-Scheiding, 1987
    - Odontoscelis lineola Rambur, 1839
    - Odontoscelis litura (Fabricius, 1775)
    - Odontoscelis minuta Jakovlev, 1882
    - Odontoscelis montandoni Kis, 1979
    - Odontoscelis signata Fieber, 1861

  - Gattung Odontotarsus
    - Odontotarsus callosus Horvath, 1896
    - Odontotarsus caudatus (Burmeister, 1835)
    - Odontotarsus freyi Puton, 1882
    - Odontotarsus grammicus (Linnaeus, 1767)
    - Odontotarsus intermedius Horvath, 1923
    - Odontotarsus latissimus Gollner-Scheiding, 1990
    - Odontotarsus oculatus Horvath, 1882
    - Odontotarsus parvulus Horvath, 1917
    - Odontotarsus plicatulus Horvath, 1906
    - Odontotarsus purpureolineatus (Rossi, 1790)
    - Odontotarsus robustus Jakovlev, 1884
    - Odontotarsus rufescens Fieber, 1861

  - Gattung Phimodera
    - Phimodera amblygonia Fieber, 1863
    - Phimodera flori Fieber, 1863 (Flors Dünenwanze)
    - Phimodera fumosa Fieber, 1863
    - Phimodera humeralis (Dalman, 1823) (Breite Dünenwanze)
    - Phimodera lapponica (Zetterstedt, 1828)
    - Phimodera oculata Jakovlev, 1880
    - Phimodera tuberculata Jakovlev, 1874

## Belege